# Tusayan
Tusayan – miasto w Stanach Zjednoczonych, w stanie Arizona, w hrabstwie Coconino.